# Euproctis ionthada
Euproctis ionthada är en fjärilsart som beskrevs av Collenette 1957. Euproctis ionthada ingår i släktet Euproctis och familjen tofsspinnare. Inga underarter finns listade i Catalogue of Life.